# Gbarnga
Gbarnga is een stad in Liberia en is de hoofdplaats van de county Bong.
Bij de volkstelling van 2008 telde Gbarnga 34.046 inwoners.